# Buslijn 95 (Rotterdam)
Buslijn 95 was een buslijn in de gemeente Rotterdam en Capelle aan den IJssel, die werd geëxploiteerd door de RET. De lijn en zijn voorlopers bestonden sinds 1921.

## Geschiedenis

### Lijn E
In 1921 werd door de particuliere maatschappij M.E.G.G.A een autobusdienst geopend tussen het Oostplein en Capelle aan den IJssel via Kralingseveer. Op 15 mei 1942 liep de vergunning af en werd door de RET voor een flink bedrag overgenomen. Hierbij werd tevens de garage met het materieel en het personeel overgenomen. De lijn kreeg bij de RET de lijnletter E.

### Lijn 34

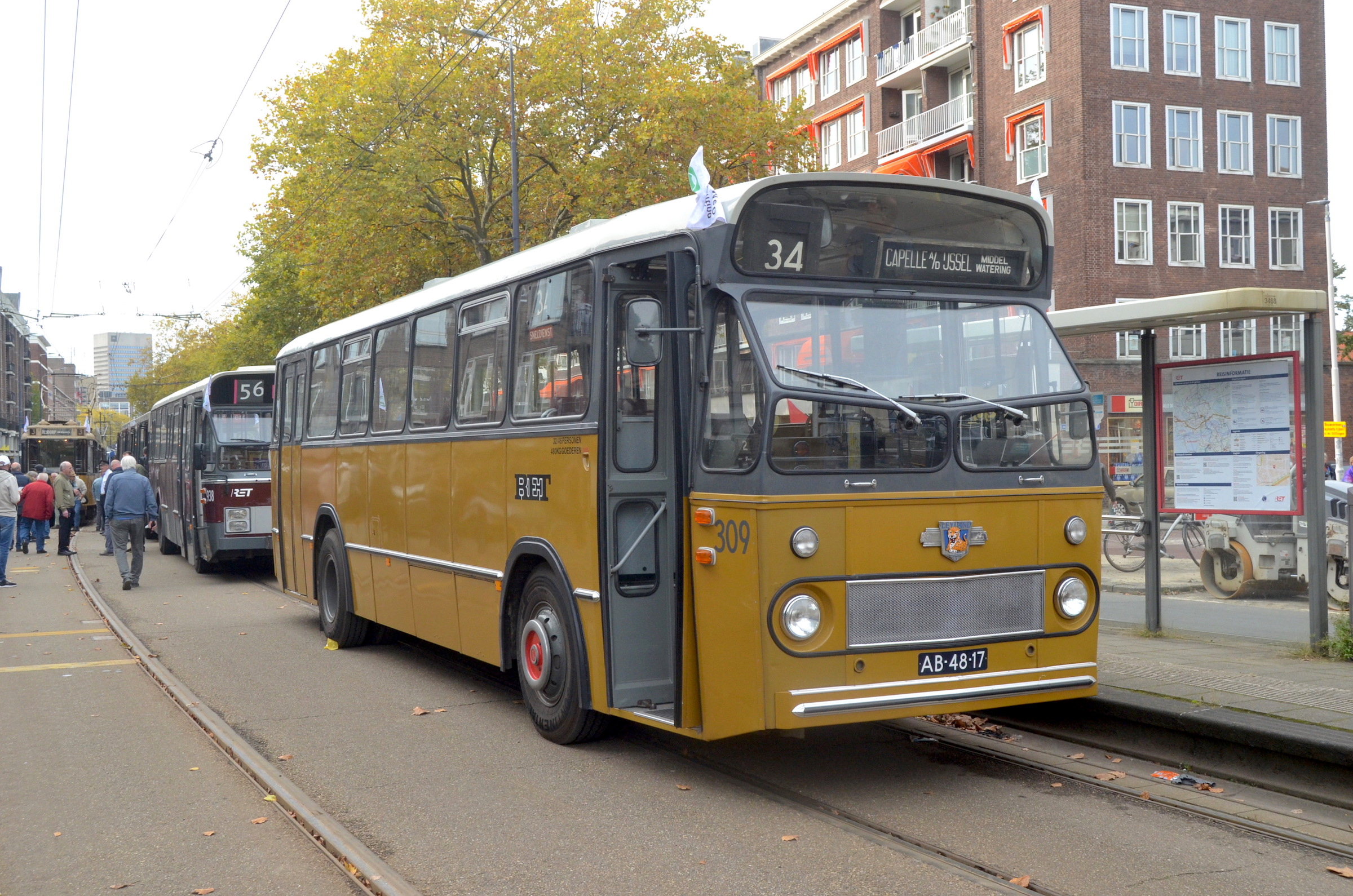
Museumbus Leyland Phanter 309 ingefilmd als lijn 34

Op 1 november 1953 kreeg de lijn het lijnnummer 34 en was inmiddels van het Oostplein doorgetrokken naar station Beurs, later  station Blaak. Inmiddels groeide de gemeente Capelle aan den IJssel fors en de verbinding met Rotterdam werd ook door het autobusbedrijf Gebroeders van Gog verzorgd, met lijn 16. Zo bestond er een tweetal verbindingen tussen Rotterdam en Capelle aan den IJssel verzorgd door twee maatschappijen elk via een andere route. In 1967 werd de lijn vanaf station Blaak doorgetrokken naar de Rochussenstraat en in 1968 naar het Dijkzigtziekenhuis. Ook kwamen er sneldiensten die rechtstreeks via de Abram van Rijckevorselweg reden en dus Kralingseveer niet aandeden.
In 1982 bij de opening van de metro oostlijn werd de lijn ingekort tot metrostation Capelsebrug. Het traject tussen Dijkzigt, Blaak en Capelsebrug werd door de  metro overgenomen. Later dat jaar werd lijn 34 exploitatief gekoppeld aan het restant van de ingekorte lijn 36. In 1994 bij de ingebruikname van de verlenging van de metro naar Capelle aan den IJssel werd lijn 34 beperkt tot Capelsebrug - Kralingseveer. In de loop der jaren werden onder het lijnnummer 34 verschillende routevarianten gereden waarbij werd doorgereden naar Capelle aan den IJssel en Alexander.
In zijn laatste vorm reed de lijn als ringlijn vanaf Capelsebrug door Capelle-West en Kralingseveer en was een zogeheten "gemaksbus" wat inhield dat de bus op werkdagen en zaterdag een uurdienst had. Op zondag en in de avonden reed de bus niet.

### Lijn 95
Op 14 december 2014 werd de lijn samengevoegd met de al bestaande lijn 95 tussen Capelsebrug en het Rivium tot een ringlijn in één richting waarbij tot de middag vanaf Capelsebrug werd gereden langs het Rivium, Kralingseveer en 's-Gravenland-Oost terug naar Capelsebrug terwijl na de middag in de andere richting werd gereden dus eerst naar 's-Gravenland-Oost, Kralingseveer en langs het Rivium weer terug naar Capelsebrug. De lijn reed alleen maandag tot en met vrijdag overdag. In het vervoersplan 2017 van de RET werd voorgesteld de lijn op te heffen en te vervangen door maatwerk.
Dit gebeurde op 2 september 2019 door de instelling van een Capelse buurtbus.